# Guglielmo Pepe
Guglielmo Pepe (Squillace, 13 febbraio 1783 – Torino, 8 agosto 1855) è stato un generale, patriota e storico italiano che servì nell'Esercito delle Due Sicilie, sposato con Marianna Coventry e fratello di Florestano Pepe.

## Biografia
Entrò nell'esercito in giovane età, nella Scuola militare "Nunziatella" dove venivano formati gli ufficiali dell'esercito del Regno di Napoli; nel 1799 a Napoli si schierò a difesa della Repubblica Partenopea. A seguito della sconfitta della Repubblica contro le truppe borboniche del cardinal Ruffo, essendo stato ferito e catturato nella decisiva battaglia presso il ponte della Maddalena, venne liberato, in quanto ancora sedicenne, e poi esiliato in Francia, dove entrò nell'esercito di Napoleone, distinguendosi in molte battaglie, sia al servizio di Giuseppe Bonaparte, re di Napoli, che di Gioacchino Murat.
Prese parte alla rivoluzione napoletana del 1820 e fu sconfitto al confine tra lo Stato Pontificio e il Regno di Napoli dagli austriaci del generale Johann Maria Philipp Frimont in quella che è ricordata come la prima battaglia del Risorgimento, cioè la battaglia di Colle di Lesta (7-10 marzo 1821); ripiegando verso le gole di Antrodoco (allora appartenente alla provincia dell'Aquila, nel Regno di Napoli, oggi in provincia di Rieti), fu inseguito dagli austriaci, i quali, la mattina del 10 marzo, vinte le ultime resistenze napoletane nei pressi del santuario della Madonna delle Grotte, si portarono così verso L'Aquila, che occuparono alle sette della sera di quello stesso giorno.
La mattina del 24 marzo, per la via Toledo, Frimont entrò trionfante in Napoli e tutte le conquiste della rivoluzione napoletana del 1820 vennero immediatamente soppresse.
In seguito comandò il corpo spedito da Ferdinando II contro gli austriaci nel 1848, impegnandosi nella difesa di Venezia, affidatagli da Daniele Manin, nel 1848 e 1849. Nuovamente sconfitto ed esiliato, emigrò a Parigi; quindi rientrò in Italia, passando i suoi ultimi giorni a Torino. Fu una delle più significative figure del Risorgimento italiano, celebre anche perché, non solo si impegnò nei movimenti repubblicani, ma scrisse pure numerosi libri per raccontare gli eventi ed esortare alla lotta per l'Italia unita.

## Targhe commemorative e monumenti dedicati a Guglielmo Pepe
In molte delle principali città italiane, tra cui Roma, Milano, Napoli, Bologna, Modena ed altre esistono vie o piazze intitolate a Guglielmo Pepe.

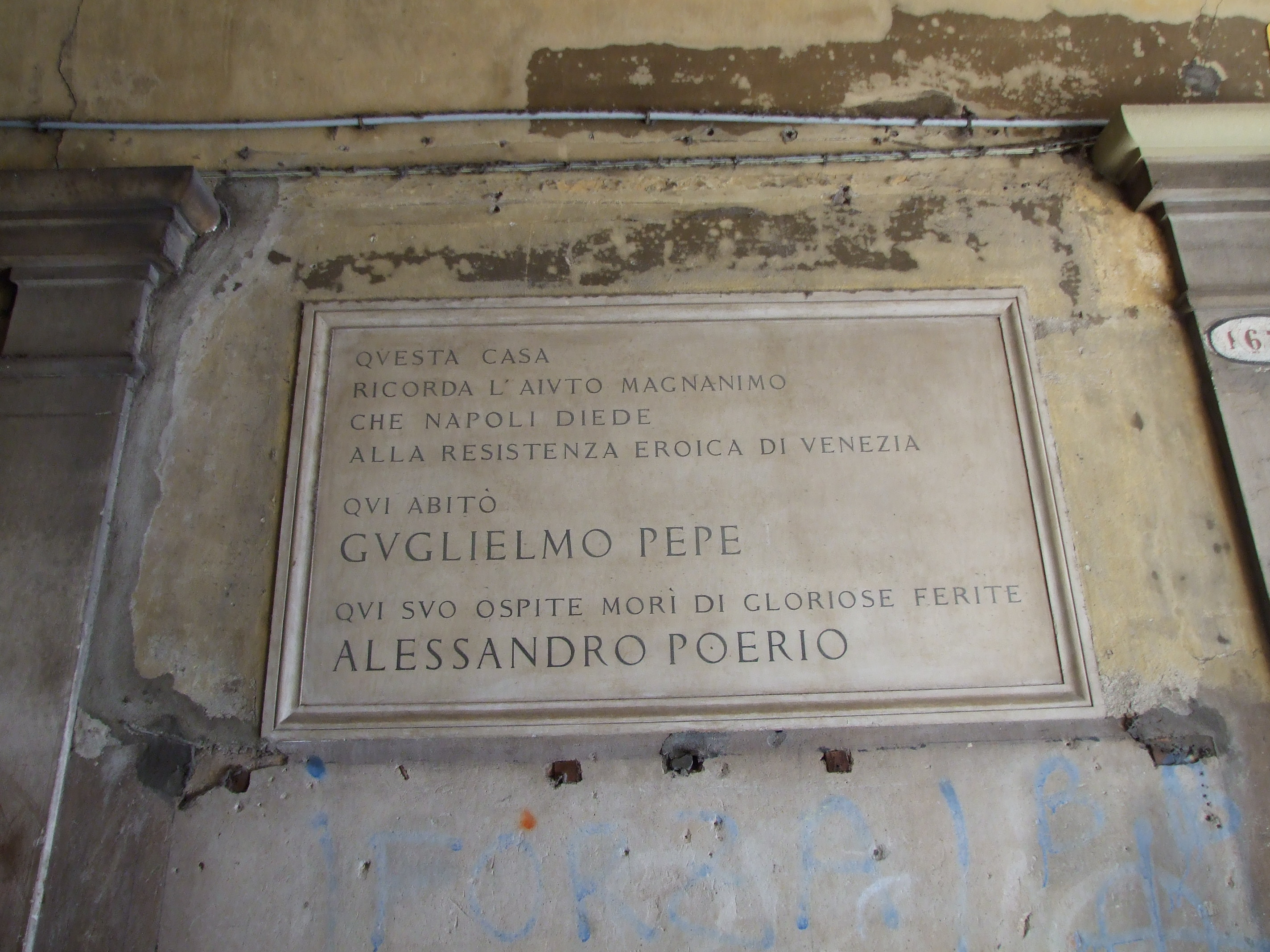
Venezia: lapide posta sull'edificio dove abitò Guglielmo Pepe e dove, suo ospite, morì Alessandro Poerio.
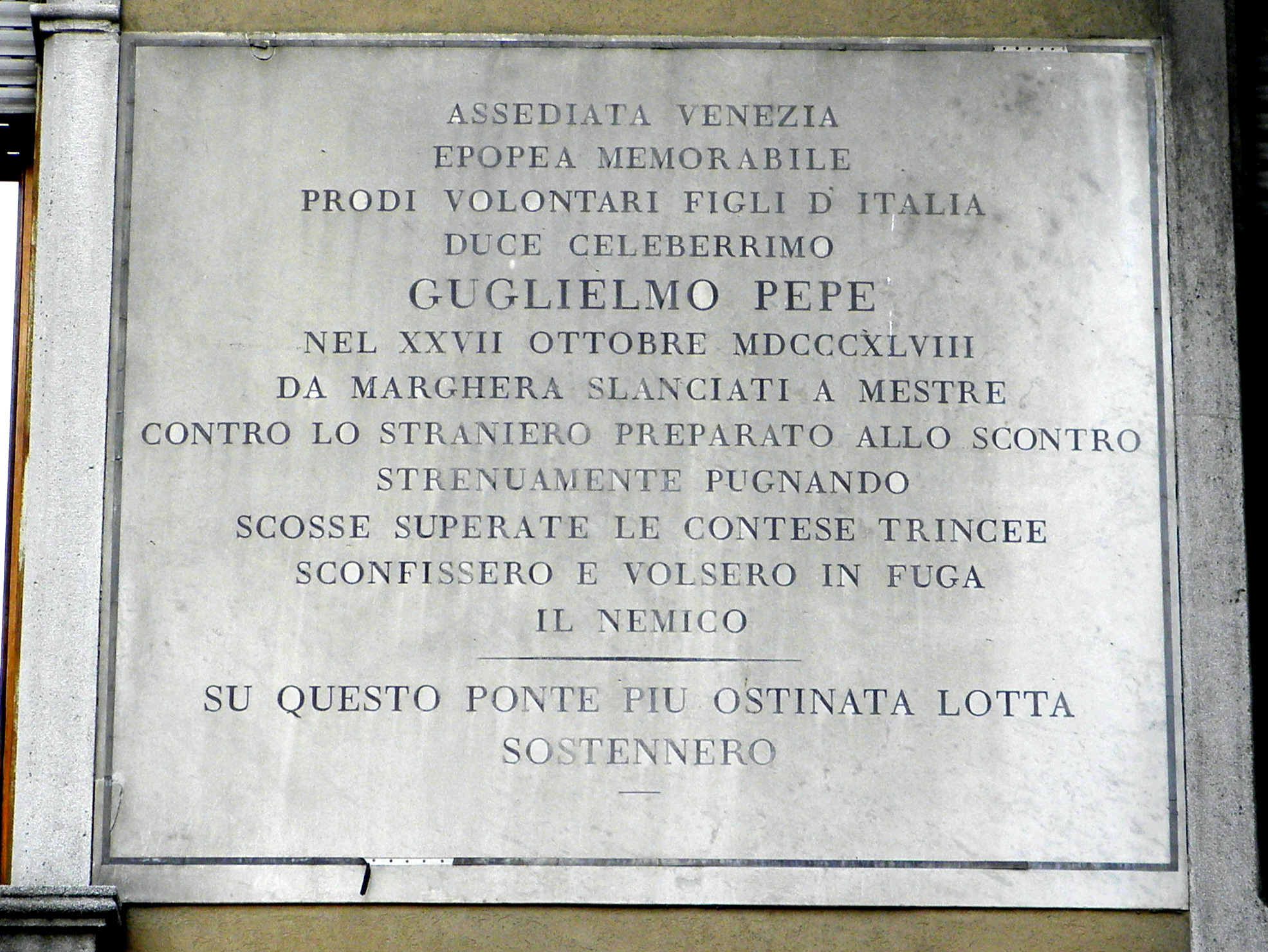
Mestre: la lapide posta a memoria delle gesta durante la difesa di Venezia tra il 1848 ed il 1849 ai comandi del generale Guglielmo Pepe.
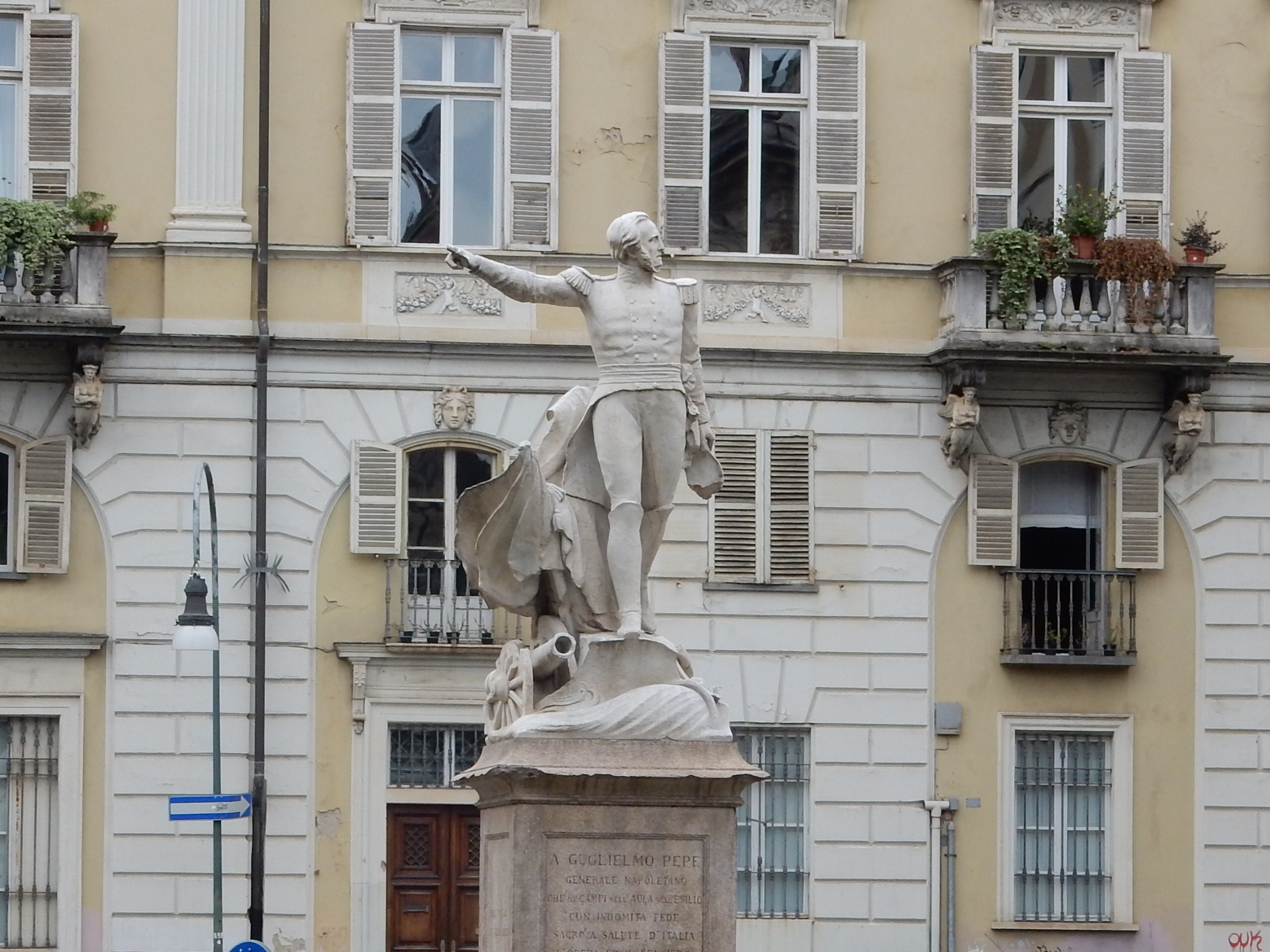
Torino: monumento a Guglielmo Pepe in piazza Maria Teresa.
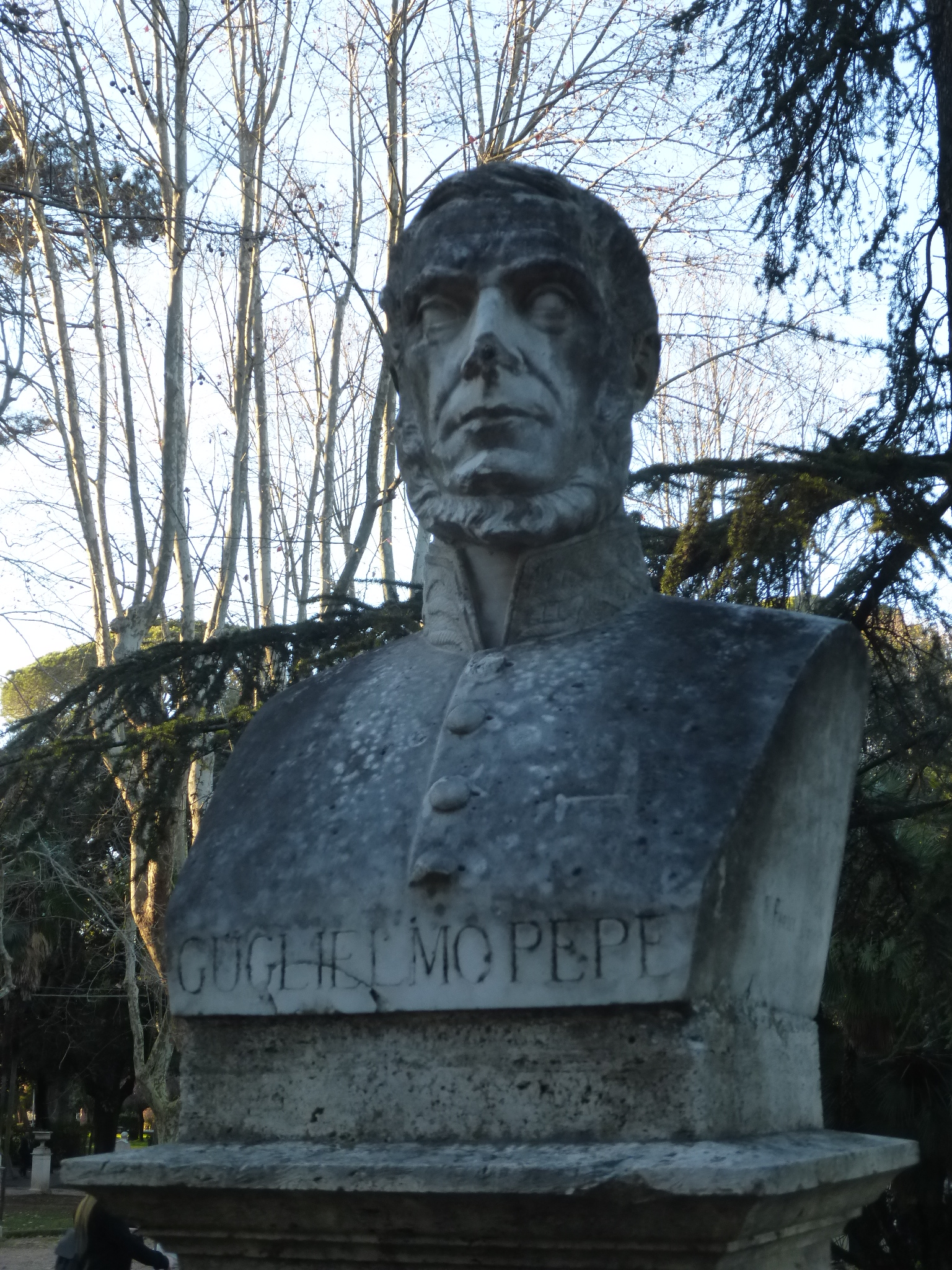
Roma: busto di Guglielmo Pepe sul Pincio.
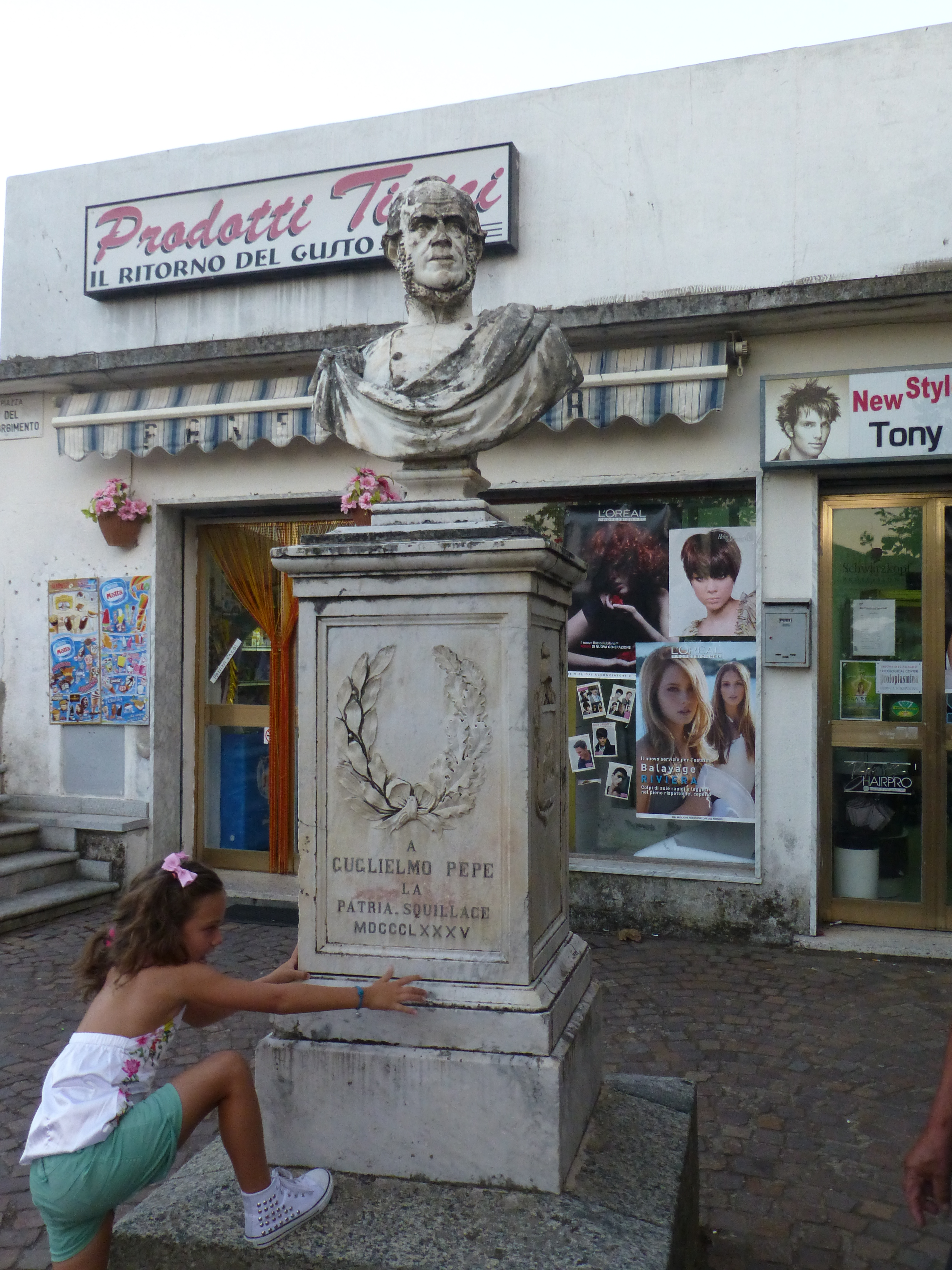
Squillace: busto di Guglielmo Pepe.